# Górka (województwo warmińsko-mazurskie)
Górka – wieś w Polsce położona w województwie warmińsko-mazurskim, w powiecie ostródzkim, w gminie Ostróda, przy DK7.
W latach 1975–1998 miejscowość administracyjnie należała do województwa olsztyńskiego.